# Тамди (Алгинський район)
Тамди́ (каз. Тамды) — село у складі Алгинського району Актюбінської області Казахстану. Адміністративний центр Тамдинського сільського округу.
Населення — 2079 осіб (2021; 2081 у 2009, 2029 у 1999, 1909 у 1989).